# 莫里斯·马歇尔
莫里斯·马歇尔（英語：Maurice Marshall，1927年1月12日—2013年5月16日），生于泰晤士，新西兰前男子田径运动员。他曾代表新西兰参加1950年大英帝国运动会田径比赛，获得男子1英里铜牌。